# Agència Espanyola de Supervisió de la Intel·ligència Artificial
L'Agència Espanyola de Supervisió de la Intel·ligència Artificial (AESIA) és un organisme públic espanyol responsable de la supervisió, assessorament, conscienciació i formació dirigides a entitats públiques i privades per a l'adequada implementació de tota la normativa nacional i europea al voltant de adequat ús i desenvolupament dels sistemes d'intel·ligència artificial, més concretament, dels algorismes. A més, l'Agència té funcions inspectores i de comprovació, sanció i altres que li atribueixi la normativa europea que li sigui aplicable i, en especial, en matèria d'intel·ligència artificial.
Així, l'objecte últim d'aquest organisme és la minimització dels riscos que pot suposar l'ús d'aquesta nova tecnologia, el desenvolupament i la potenciació adequats dels sistemes d'intel·ligència artificial. En l'àmbit de la competència estatal, exercirà les funcions d'autoritat responsable de la supervisió, i si és el cas sanció, dels sistemes d'intel·ligència artificial amb l'objectiu d'eliminar o reduir els riscos per a la integritat, la intimitat, la igualtat de tracte i la no discriminació, en particular entre dones i homes, i altres drets fonamentals que es poden veure afectats pel mal ús dels sistemes.
L'AESIA té la seu al palauet de La Terraza, a La Corunya (Galícia).
El 2024 es va nomenar Ignasi Belda com el seu primer director.